# Begonia chlorosticta
Espèce
Begonia chlorosticta est une espèce de plantes de la famille des Begoniaceae. Ce bégonia arbustif, au feuillage tacheté de vert pâle, est originaire de Malaisie.

## Description
Cette plante vivace fait partie des bégonias arbustifs.

## Répartition géographique
Cette espèce est originaire de la Malaisie (Sarawak).

## Classification
Begonia chlorosticta fait partie de la section Petermannia du genre Begonia, famille des Begoniaceae.
L'espèce a été décrite en 1981 par le botaniste Martin Jonathan Southgate Sands (né en 1938). L'épithète spécifique chlorosticta, de chloros (vert) et sticta (taché), signifie « à taches vertes » et fait référence aux taches arrondies vert pâle qui ornent les feuilles.